# Telophorus
Telophorus là một chi chim trong họ Malaconotidae.